# Mahamoud Abderaman
Mahamoud Abderaman (* 1948 in Iriba, Französisch-Äquatorialafrika; † 1980 in Abéché, Tschad) war ein tschadischer Politiker.

## Leben
Mahamoud Abderaman nahm als Leutnant am 13. April 1975 an dem Putsch teil, bei dem der bisherige Staatspräsident François Tombalbaye getötet wurde. Im Anschluss wurde er am 15. April vom Vorsitzenden des Obersten Militärrates und späteren Staatspräsidenten Félix Malloum 1975 zunächst zum Minister für Information, Tourismus, Parks und Reservate ernannt. Er fungierte zudem als Verbindungsoffizier des Obersten Militärrates und den technischen Diensten der Streitkräfte des Tschad (Armée Nationale Tchadienne). Im Anschluss übernahm er 1976 von Nathe Amady den Posten als Justizminister und Siegelbewahrer und bekleidete diese bis 1979, woraufhin Abderaman Moussa seine Nachfolge antrat. 1980 wurde er bei einem Gefecht tödlich verwundet.